# روبن ديفيز
روبن ديفيز (بالإنجليزية: Robin Davies)‏ (و. 1954 – 2010 م) هو ممثل، وممثل أفلام، من المملكة المتحدة، توفي في نورويتش، عن عمر يناهز 56 عاماً بسبب سرطان الرئة.

## وصلات خارجية
- روبن ديفيز على موقع IMDb (الإنجليزية)
- روبن ديفيز على موقع قاعدة بيانات الفيلم (الإنجليزية)